# العلاقات الإيرانية النيوزيلندية
العلاقات الإيرانية النيوزيلندية هي العلاقات الثنائية التي تجمع بين إيران ونيوزيلندا.

## مقارنة بين البلدين
هذه مقارنة عامة ومرجعية للدولتين:
| وجه المقارنة                                              | إيران                    | نيوزيلندا                                              |
| --------------------------------------------------------- | ------------------------ | ------------------------------------------------------ |
| المساحة (كم2)                                             | 1.65 مليون               | 268.02 ألف                                             |
| عدد السكان (نسمة)                                         | 79.97 مليون              | 4.24 مليون                                             |
| الكثافة السكانية (ن./كم²)                                 | 48.47                    | 15.82                                                  |
| العاصمة                                                   | طهران                    | ويلينغتون، أوكلاند                                     |
| اللغة الرسمية                                             | لغة فارسية               | لغة إنجليزية، اللغة الماورية، لغة الإشارة النيوزيلندية |
| العملة                                                    | ريال إيراني              | دولار نيوزيلندي، الجنيه النيوزيلندي                    |
| الناتج المحلي الإجمالي (بليون دولار)                      | 439.51 مليار             | 205.85 مليار                                           |
| الناتج المحلي الإجمالي (تعادل القوة الشرائية) بليون دولار | 1.36 تريليون             |                                                        |
| الناتج المحلي الإجمالي الاسمي للفرد دولار أمريكي          |                          |                                                        |
| الناتج المحلي الإجمالي للفرد دولار أمريكي                 |                          |                                                        |
| مؤشر التنمية البشرية                                      | 0.766                    | 0.914                                                  |
| رمز المكالمات الدولي                                      | +98                      | +64                                                    |
| رمز الإنترنت                                              | .ir،                     | .nz                                                    |
| المنطقة الزمنية                                           | ت ع م+03:30، توقيت إيران | ت ع م+13:00، ت ع م+12:00                               |

## منظمات دولية مشتركة
يشترك البلدان في عضوية مجموعة من المنظمات الدولية، منها:
| علم المنظمة | اسم المنظمة                        | تاريخ انضمام إيران | تاريخ انضمام نيوزيلندا |
| ----------- | ---------------------------------- | ------------------ | ---------------------- |
|             | مؤسسة التنمية الدولية              | 10 أكتوبر 1960     | 1 أكتوبر 1974          |
|             | يونسكو                             | 6 سبتمبر 1948      | 4 نوفمبر 1946          |
|             | وكالة ضمان الاستثمار متعدد الأطراف | 15 ديسمبر 2003     | 22 أبريل 2008          |
|             | الأمم المتحدة                      | 24 أكتوبر 1945     | 24 أكتوبر 1945         |
|             | الفريق المعني برصد الأرض           | ?                  | ?                      |
|             | الاتحاد البريدي العالمي            | ?                  | ?                      |
|             | البنك الدولي للإنشاء والتعمير      | 29 ديسمبر 1945     | 31 أغسطس 1961          |
|             | المنظمة الهيدروغرافية الدولية      | ?                  | ?                      |
|             | منظمة حظر الأسلحة الكيميائية       | ?                  | ?                      |
|             | مؤسسة التمويل الدولية              | 28 ديسمبر 1956     | 31 أغسطس 1961          |
|             | منظمة الشرطة الجنائية الدولية      | ?                  | ?                      |

## وصلات خارجية
- موقع وزارة الخارجية الإيرانية
- موقع وزارة الخارجية النيوزيلندية